# سارق المشهد
سارق المشهد (بالإنجليزية: Scene stealer)‏، هو شخصية في الفيلم أو المسرحية يقوم بجذب انتباه المشاهدين، وغالبا مايتم ذلك عن طريق الكاريزما والدعابة والتمثيل المميز، ولذلك فهو «يسرق المشهد» أو «يسرق العرض» أو «يسرق الأضواء».
يستخدم هذا المصطلح أحيانا -وليس دائما- على الشخصيات المساعدة للشخصية الرئيسية، مثل: الصديق الحميم، المؤتمن على الأسرار (مزيج من الصديق الحميم والقريب والرئيس)، الشرير المأساوي... إلخ. في بعض الأحيان يستخدم المصطلح للتعبير عن شخصية ثانوية (غير خطيرة في الأحداث) قامت بشكل غير متوقع (وممكن أن يكون غير ملائم) بسرقة انتباه الجمهور من البطل.